# WarGames: Defcon 1
WarGames: Defcon 1 è un videogioco di strategia del 1998 pubblicato da MGM Interactive (gruppo Metro-Goldwyn-Mayer) e sviluppato da Interactive Studios Ltd. Il titolo è basato sul film Wargames - Giochi di guerra del 1983.
Narra della guerra tra una fazione umana (NORAD) e la fazione delle intelligenze artificiali (WOPR). La trama si sviluppa lungo 15 missioni NORAD e 15 WOPR, sparse in tutto il mondo.
È caratterizzato da scontri tra mezzi corazzati, aerei e navali. Caratteristica del gioco è la costante minaccia dell'allerta Defcon (basato su livelli dal cinque all'uno) che tende a diminuire: al livello 1 la base del giocatore viene costantemente bombardata. I NORAD tendono ad avere veicoli meglio corazzati per l'attacco frontale, mentre i WOPR hanno unità più veloci oppure più dannose nell'attacco a lunga distanza.

## Versione PC
Completamente diversa da quella PSX è la versione per PC: uno strategico in tempo reale in cui il giocatore può controllare più unità contemporaneamente. Le missioni sono simili alla versione PSX, di cui condivide il motore tridimensionale.